# The Ninth Gate
The Ninth Gate er en amerikansk film fra 1999 instrueret af Roman Polanski efter roman af Arturo Pérez-Reverte.

## Handling
Dean Corso (Johnny Depp) er en handelsmand indenfor sjældne bøger i New York, hvis eneste motivation ifølge ham selv er økonomisk gevinst. Den rige bogsamler Boris Balkan (Frank Langella) hyrer Corso til at autentificere hans udgave af bogen "Skyggerigets Ni Porte" ("De Umbrarum Regni Novem Portis"), en bog fra det 17. årh. Kun tre kopier er generelt anerkendt at have overlevet efter kirkens forfølgelse og henrettelse af forfatteren – den beskyldte satanist Aristide Torchia.
Bogen formål er ifølge Balkan, at fremmane djævlen, og han har for nylig erhvervet sig den lige før dens tidligere ejer, Andrew Telfer, begik selvmord. Corso bliver lovet et større beløb for at rejse til Europa og undersøge de to andre eksemplarer og eventuelt opkøbe dem, skulle de være ægte.
Andrew Telfers enke Liana Telfer (Lena Olin) vil have bogen tilbage, da hendes mand oprindelig købte bogen til hende. Liana forfører Corso i et mislykket forsøg på at få fat i bogen. Corsos forretningspartner og boghandelejer, Bernie (James Russo), som Corso havde fået til midlertidigt at gemme bogen for sig bliver myrdet. Corso finder ham hængende på hovedet i stilen fra en af indgraveringerne i "De Ni Porte". Den nervøse Corso vil afblæse sit arrangement med Balkan, men bliver lovet endnu flere penge.
Corto rejser til Toledo i Spanien og taler med Ceniza-brødrene (begge spillet af Jose Lopez Rodero), som Andrew Telfer i sin tid købte bogen af. De viser ham, at visse af bogens indgraveringer er signeret "LCF" for Lucifer – i modsætning til "AT" for Aristide Torchia.
Corso tager dernæst toget til Sintra i Portugal. På rejsen har han sin første samtale med en mystisk pige (Emmanuelle Seigner), der følger efter ham, og som han mener må arbejde for Balkan. Hun vil ikke sige sit navn, så han kalder hende for "grønne øjne". I Sintra bor Victor Fargas (Jack Taylor), der er ejeren af endnu et eksemplar af De Ni Porte. Igennem en sammenligning opdager Corso, at der er variationer i indgraveringerne "kopierne" imellem, og at de anderledes billeder er underskrevet "LCF". Han rapporterer dette til Balkan.
Den næste morgen bliver Corso vækket af pigen. Hun leder ham tilbage til Fargas' hus, hvor Fargas er myrdet. Indgraveringerne er revet ud af De Ni Porte-eksemplaret og resten af bogen brændt.
Senere i Paris besøger Corso ejeren af det tredje og sidste overlevende eksemplar – Baronesse Kessler (Barbara Jefford), men bliver afvist da denne regner ud, at Balkan er bagved undersøgelsen. Samme aften angribes Corso af Liana Telfers bodyguard (Tony Amoni), der prøver at stjæle Balkans eksemplar tilbage. "Grønne øjne" dukker her op igen og hjælper Corso. Seerne – ikke Corso – opdager ved denne lejlighed, at hun har visse overnaturlige evner.
Corso gemmer Balkans eksemplar i sit hotelværelse og besøger Baronesse Kessler igen. Igennem at afsløre hans opdagelser får han alligevel lov til at undersøge hendes eksemplar, hvor der også viser at være forskelle på billederne. Midt i læsningen bliver Corso imidlertid slået ned og vågner op til en myrdet baronesse og – som før – en brændt bog.
Liana Telfer og hendes bodyguard har samtidig stjålent Balkans eksemplar fra Corsos hotelværelse. Corso rapporterer først dette til en vred Balkan, og forfølger dernæst sammen med "grønne øjne" tyvene til Liana Telfers familieslot. Her holdes samme aften en større satanisk ceremoni for en klub af rige mennesker, hvor De Ni Porte-eksemplaret skal bruges til oplæsning. Efter et sammenstød planlægger Corso at få bogen tilbage, da Balkan pludseligt dukker op og forstyrrer ceremonien. Han dræber Liana Telfer og kører væk med sit eksemplar samt de LCF-underskrevne indgraveringer fra de andre to bøger.
Corso, der nu forstår, at det var Balkan, som var bag mordene på Fargas og Kessler, forfølger ham og finder ham endelig i en gammel slotsruin, hvor han ved nattetide er i gang med at tilkalde sig djævlen og åbne den niende port ved hjælp af indgraveringerne. Imidlertid mislykkedes ritualet og Balkan, der har sat ild i sig selv, dør (skudt af Corso i medlidenhed). Den mystiske pige har sex med Corso foran den brændende ruin. Næste dag forstæller hun ham, at Balkan ikke kunne åbne porten da en af indgraveringerne var en forfalskning, og sender ham tilbage til Ceniza-brødrenes boghandel i Toledo. Her finder han den autentiske indgravering, som inkluderer et billede af den mystiske pige selv, der sidder ovenpå en 7-hovedet drage. I filmens sidste scene ser vi Corso gå hen imod en slotsruin, hvor døren åbnes og et stærkt lys bryder igennem. Hans videre skæbne vises ikke.

## Medvirkende
| Rolle                | Skuespiller        |
| -------------------- | ------------------ |
| Dean Corso           | Johnny Depp        |
| Boris Balkan         | Frank Langella     |
| Liana Telfer         | Lena Olin          |
| Pigen                | Emmanuelle Seigner |
| Baroness Kessler     | Barbara Jefford    |
| Victor Fargas        | Jack Taylor        |
| Pablo & Pedro Ceniza | José López Rodero  |
| Liana's Bodyguard    | Tony Amoni         |
| Bernie               | James Russo        |